# Arne Hanssen
Arne Hanssen (Bodø, 6 febbraio 1944) è un ex calciatore norvegese, di ruolo attaccante.

## Carriera
Hanssen giocò con la maglia del Bodø/Glimt, prima di passare al Rosenborg. Esordì in squadra in data 29 aprile 1971, nel pareggio a reti inviolate contro lo HamKam. Con il Rosenborg, contribuì al raggiungimento del double del 1971. Nel 1973 lasciò il club per tornare al Bodø/Glimt, con cui vinse la Coppa di Norvegia 1975.
In seguito diventò bancario alla Nordlandsbanken e Maestro venerabile di una loggia massonica.

## Palmarès

### Club

#### Competizioni nazionali
- Coppa di Norvegia: 1

Rosenborg: 1971
- Coppa di Norvegia: 2

Rosenborg: 1971
Bodø/Glimt: 1975